# FIA-Formel-2-Rennwochenende in Italien 2024
Das FIA-Formel-2-Rennwochenende in Italien 2024 war der elfte Lauf der FIA-Formel-2-Meisterschaft 2024 und fand vom 30. August bis 1. September auf dem Autodromo Nazionale di Monza in Monza statt.

## Meldeliste
Alle Teams und Fahrer verwendeten das Dallara-Chassis F2 2024, 3,4-Liter-V634-Turbomotoren von Renault-Mecachrome und Reifen von Pirelli.
| Team                  | Nr. | Fahrer                | Chassis         | Motor             | Reifen |
| --------------------- | --- | --------------------- | --------------- | ----------------- | ------ |
| ART Grand Prix        | 01  | Victor Martins        | Dallara F2 2024 | Mecachrome 3.4 V6 | P      |
| ART Grand Prix        | 02  | Zak O’Sullivan        | Dallara F2 2024 | Mecachrome 3.4 V6 | P      |
| Prema Racing          | 03  | Oliver Bearman        | Dallara F2 2024 | Mecachrome 3.4 V6 | P      |
| Prema Racing          | 04  | Andrea Kimi Antonelli | Dallara F2 2024 | Mecachrome 3.4 V6 | P      |
| Rodin Motorsport      | 05  | Zane Maloney          | Dallara F2 2024 | Mecachrome 3.4 V6 | P      |
| Rodin Motorsport      | 06  | Ritomo Miyata         | Dallara F2 2024 | Mecachrome 3.4 V6 | P      |
| DAMS Lucas Oil        | 07  | Jak Crawford          | Dallara F2 2024 | Mecachrome 3.4 V6 | P      |
| DAMS Lucas Oil        | 08  | Juan Manuel Correa    | Dallara F2 2024 | Mecachrome 3.4 V6 | P      |
| Invicta Racing        | 09  | Kush Maini            | Dallara F2 2024 | Mecachrome 3.4 V6 | P      |
| Invicta Racing        | 10  | Gabriel Bortoleto     | Dallara F2 2024 | Mecachrome 3.4 V6 | P      |
| MP Motorsport         | 11  | Dennis Hauger         | Dallara F2 2024 | Mecachrome 3.4 V6 | P      |
| MP Motorsport         | 12  | Oliver Goethe         | Dallara F2 2024 | Mecachrome 3.4 V6 | P      |
| Van Amersfoort Racing | 14  | Enzo Fittipaldi       | Dallara F2 2024 | Mecachrome 3.4 V6 | P      |
| Van Amersfoort Racing | 15  | Rafael Villagómez     | Dallara F2 2024 | Mecachrome 3.4 V6 | P      |
| Hitech Pulse-Eight    | 16  | Amaury Cordeel        | Dallara F2 2024 | Mecachrome 3.4 V6 | P      |
| Hitech Pulse-Eight    | 17  | Paul Aron             | Dallara F2 2024 | Mecachrome 3.4 V6 | P      |
| Campos Racing         | 20  | Isack Hadjar          | Dallara F2 2024 | Mecachrome 3.4 V6 | P      |
| Campos Racing         | 21  | Josep Maria Martí     | Dallara F2 2024 | Mecachrome 3.4 V6 | P      |
| Trident               | 22  | Richard Verschoor     | Dallara F2 2024 | Mecachrome 3.4 V6 | P      |
| Trident               | 23  | Roman Staněk          | Dallara F2 2024 | Mecachrome 3.4 V6 | P      |
| AIX Racing            | 24  | Joshua Dürksen        | Dallara F2 2024 | Mecachrome 3.4 V6 | P      |
| AIX Racing            | 25  | Niels Koolen          | Dallara F2 2024 | Mecachrome 3.4 V6 | P      |

## Klassifikationen

### Qualifying
| Pos.                                                                                     | Fahrer                | Team                  | Zeit     | SPR | HAU |
| ---------------------------------------------------------------------------------------- | --------------------- | --------------------- | -------- | --- | --- |
| 01                                                                                       | Zane Maloney          | Rodin Motorsport      | 1:32,160 | 09  | 01  |
| 02                                                                                       | Isack Hadjar          | Campos Racing         | 1:32,249 | 07  | 02  |
| 03                                                                                       | Paul Aron             | Hitech Pulse-Eight    | 1:32,322 | 06  | 03  |
| 04                                                                                       | Dennis Hauger         | MP Motorsport         | 1:32,341 | 05  | 04  |
| 05                                                                                       | Victor Martins        | ART Grand Prix        | 1:32,348 | 04  | 05  |
| 06                                                                                       | Andrea Kimi Antonelli | Prema Racing          | 1:32,374 | 15  | 06  |
| 07                                                                                       | Josep Maria Martí     | Campos Racing         | 1:32,508 | 03  | 07  |
| 08                                                                                       | Oliver Bearman        | Prema Racing          | 1:32,519 | 08  | 08  |
| 09                                                                                       | Amaury Cordeel        | Hitech Pulse-Eight    | 1:32,612 | 02  | 09  |
| 10                                                                                       | Enzo Fittipaldi       | Van Amersfoort Racing | 1:32,620 | 01  | 10  |
| 11                                                                                       | Joshua Dürksen        | AIX Racing            | 1:63,628 | 10  | 11  |
| 12                                                                                       | Oliver Goethe         | MP Motorsport         | 1:32,672 | 11  | 12  |
| 13                                                                                       | Zak O’Sullivan        | ART Grand Prix        | 1:32,725 | 12  | 13  |
| 14                                                                                       | Jak Crawford          | DAMS Lucas Oil        | 1:32,780 | 13  | 14  |
| 15                                                                                       | Kush Maini            | Invicta Racing        | 1:32,824 | 14  | 15  |
| 16                                                                                       | Rafael Villagómez     | Van Amersfoort Racing | 1:32,886 | 16  | 16  |
| 17                                                                                       | Ritomo Miyata         | Rodin Motorsport      | 1:32,896 | 17  | 17  |
| 18                                                                                       | Juan Manuel Correa    | DAMS Lucas Oil        | 1:32,956 | 18  | 18  |
| 19                                                                                       | Richard Verschoor     | Trident               | 1:32,976 | 19  | 19  |
| 20                                                                                       | Roman Staněk          | Trident               | 1:33,191 | 20  | 20  |
| 21                                                                                       | Niels Koolen          | AIX Racing            | 1:34,241 | 21  | 21  |
| 107-Prozent-Zeit: 1:38,611 min (bezogen auf die Pole-Position-Bestzeit von 1:32,160 min) |                       |                       |          |     |     |
| –                                                                                        | Gabriel Bortoleto     | Invicta Racing        | 1:51,807 | 22  | 22  |
| Quelle:                                                                                  |                       |                       |          |     |     |

Anmerkungen
1. ↑  Andrea Kimi Antonelli erhielt eine Fünf-Plätze-Strafrückversetzung für das Sprintrennen da er im Belgien-Hauptrennen Trockeneis-Pellets aus dem Kühler verlor. Eine zweite Fünf-Plätze-Strafrückversetzung wurde zusätzlich ausgesprochen da bereits dasselbe Vergehen im Großbritannien-Hauptrennen begangen wurde und diese Strafe bis zu dem Zeitpunkt auf Bewährung ausgesetzt war.
2. ↑  Oliver Bearman erhielt eine Fünf-Plätze-Strafrückversetzung für das Sprintrennen aufgrund des verursachten Unfalles im Belgien-Hauptrennen mit Josep Maria Martí.
3. ↑  Gabriel Bortoleto scheiterte um 13 Sekunden an der Qualifikation zur Rennteilnahme (107-Prozent-Regel) da ein Unfall im Qualifying eine schnellere Rundenzeit verhinderte, erhielt aber von den Rennkommissaren aufgrund von akzeptablen Rundenzeiten im Training dennoch die Starterlaubnis.

### Sprintrennen
| Pos.                                                                           | Fahrer                | Team                  | Runden | Zeit      | Start | Schnellste Runde |
| ------------------------------------------------------------------------------ | --------------------- | --------------------- | ------ | --------- | ----- | ---------------- |
| 01                                                                             | Oliver Bearman        | Prema Racing          | 21     | 35:37,225 | 08    | 1:33,272 (20.)   |
| 02                                                                             | Victor Martins        | ART Grand Prix        | 21     | + 1,694   | 04    | 1:33,086 (21.)   |
| 03                                                                             | Joshua Dürksen        | AIX Racing            | 21     | + 7,254   | 10    | 1:33,718 (16.)   |
| 04                                                                             | Josep Maria Martí     | Campos Racing         | 21     | + 12,880  | 03    | 1:33,902 (15.)   |
| 05                                                                             | Zane Maloney          | Rodin Motorsport      | 21     | + 13,442  | 09    | 1:33,864 (16.)   |
| 06                                                                             | Jak Crawford          | DAMS Lucas Oil        | 21     | + 13,486  | 13    | 1:33,636 (21.)   |
| 07                                                                             | Enzo Fittipaldi       | Van Amersfoort Racing | 21     | + 13,587  | 01    | 1:33,951 (16.)   |
| 08                                                                             | Dennis Hauger         | MP Motorsport         | 21     | + 14,840  | 05    | 1:33,847 (16.)   |
| 08                                                                             | Gabriel Bortoleto     | Invicta Racing        | 21     | + 14,840  | 22    | 1:33,567 (12.)   |
| 10                                                                             | Isack Hadjar          | Campos Racing         | 21     | + 16,126  | 07    | 1:33,565 (18.)   |
| 11                                                                             | Kush Maini            | Invicta Racing        | 21     | + 17,120  | 14    | 1:33,701 (17.)   |
| 12                                                                             | Amaury Cordeel        | Hitech Pulse-Eight    | 21     | + 19,164  | 02    | 1:33,607 (20.)   |
| 13                                                                             | Ritomo Miyata         | Rodin Motorsport      | 21     | + 22,808  | 17    | 1:33,904 (16.)   |
| 14                                                                             | Richard Verschoor     | Trident               | 21     | + 23,376  | 19    | 1:33,716 (20.)   |
| 15                                                                             | Roman Staněk          | Trident               | 21     | + 24,990  | 20    | 1:34,273 (17.)   |
| 16                                                                             | Rafael Villagómez     | Van Amersfoort Racing | 21     | + 29,441  | 16    | 1:34,557 (14.)   |
| 17                                                                             | Juan Manuel Correa    | DAMS Lucas Oil        | 21     | + 29,713  | 18    | 1:34,095 (18.)   |
| 18                                                                             | Andrea Kimi Antonelli | Prema Racing          | 21     | + 32,510  | 15    | 1:34,716 (21.)   |
| 19                                                                             | Niels Koolen          | AIX Racing            | 21     | + 48,820  | 21    | 1:34,862 (20.)   |
| 20                                                                             | Paul Aron             | Hitech Pulse-Eight    | 20     | + 1 Runde | 06    | 1:33,883 (16.)   |
| –                                                                              | Oliver Goethe         | MP Motorsport         | 0      | DNF       | 11    | keine Zeit       |
| –                                                                              | Zak O’Sullivan        | ART Grand Prix        | 0      | DNF       | 12    | keine Zeit       |
| Schnellste Rennrunde, die für Punkte berechtigt ist: Victor Martins (1:33,086) |                       |                       |        |           |       |                  |
| Quelle:                                                                        |                       |                       |        |           |       |                  |

Anmerkungen
1. 1 2  Dennis Hauger und Gabriel Bortoleto beendeten das Sprintrennen ex aequo auf Platz acht. Die Punkte wurden anschließend geteilt und der nächstplatzierte rutschte im Endklassement nicht nach.
2. ↑  Paul Aron erhielt eine Zehn-Sekunden-Strafe (Verursachung eines Unfalles), die auf die Endzeit aufaddiert wurde; er verlor keine Positionen im Endresultat.
3. ↑  Zak O’Sullivan erhielt eine Fünf-Sekunden-Strafe (Frühstart), die auf die Endzeit aufaddiert wurde; er verlor keine Positionen im Endresultat.

### Hauptrennen
| Pos.                                                                           | Fahrer                | Team                  | Runden | Zeit       | Start | Schnellste Runde |
| ------------------------------------------------------------------------------ | --------------------- | --------------------- | ------ | ---------- | ----- | ---------------- |
| 01                                                                             | Gabriel Bortoleto     | Invicta Racing        | 30     | 50:30,337  | 22    | 1:32,942 (30.)   |
| 02                                                                             | Zane Maloney          | Rodin Motorsport      | 30     | + 9,436    | 01    | 1:33,622 (25.)   |
| 03                                                                             | Richard Verschoor     | Trident               | 30     | + 11,628   | 19    | 1:33,513 (27.)   |
| 04                                                                             | Andrea Kimi Antonelli | Prema Racing          | 30     | + 14,173   | 06    | 1:33,612 (27.)   |
| 05                                                                             | Joshua Dürksen        | AIX Racing            | 30     | + 14,558   | 11    | 1:32,930 (20.)   |
| 06                                                                             | Victor Martins        | ART Grand Prix        | 30     | + 15,047   | 05    | 1:33,704 (29.)   |
| 07                                                                             | Oliver Bearman        | Prema Racing          | 30     | + 15,399   | 08    | 1:33,472 (29.)   |
| 08                                                                             | Rafael Villagómez     | Van Amersfoort Racing | 30     | + 15,753   | 16    | 1:33,572 (28.)   |
| 09                                                                             | Jak Crawford          | DAMS Lucas Oil        | 30     | + 17,054   | 14    | 1:33,482 (27.)   |
| 10                                                                             | Enzo Fittipaldi       | Van Amersfoort Racing | 30     | + 17,372   | 10    | 1:33,569 (25.)   |
| 11                                                                             | Isack Hadjar          | Campos Racing         | 30     | + 17,864   | 02    | 1:33,584 (30.)   |
| 12                                                                             | Josep Maria Martí     | Campos Racing         | 30     | + 18,600   | 07    | 1:33,470 (29.)   |
| 13                                                                             | Zak O’Sullivan        | ART Grand Prix        | 30     | + 25,424   | 13    | 1:33,840 (29.)   |
| 14                                                                             | Ritomo Miyata         | Rodin Motorsport      | 30     | + 31,720   | 17    | 1:33,550 (27.)   |
| 15                                                                             | Kush Maini            | Invicta Racing        | 30     | + 46,981   | 15    | 1:32,717 (30.)   |
| 16                                                                             | Oliver Goethe         | MP Motorsport         | 30     | + 51,605   | 12    | 1:33,024 (27.)   |
| 17                                                                             | Roman Staněk          | Trident               | 30     | + 1:02,455 | 20    | 1:33,699 (27.)   |
| 18                                                                             | Amaury Cordeel        | Hitech Pulse-Eight    | 30     | + 1:21,694 | 09    | 1:34,251 (26.)   |
| 19                                                                             | Niels Koolen          | AIX Racing            | 30     | + 1:26,773 | 21    | 1:34,228 (28.)   |
| –                                                                              | Juan Manuel Correa    | DAMS Lucas Oil        | 16     | DNF        | 18    | 1:34,826 (05.)   |
| –                                                                              | Dennis Hauger         | MP Motorsport         | 07     | DNF        | 04    | 1:34,233 (05.)   |
| –                                                                              | Paul Aron             | Hitech Pulse-Eight    | 0      | DNF        | 03    | keine Zeit       |
| Schnellste Rennrunde, die für Punkte berechtigt ist: Joshua Dürksen (1:32,930) |                       |                       |        |            |       |                  |
| Quelle:                                                                        |                       |                       |        |            |       |                  |

Anmerkungen
1. ↑  Ritomo Miyata erhielt eine Fünf-Sekunden-Strafe (Streckenbegrenzung überfahren und inkorrekt auf die Strecke wieder zurückgekehrt) und eine Zehn-Sekunden-Strafe (Verursachung eines Unfalles), die auf die Endzeit aufaddiert wurde; er verlor fünf Positionen im Endresultat.

## Meisterschafts-Stände nach dem Rennwochenende
Beim Hauptrennen (HAU) bekamen die ersten Zehn des Rennens 25, 18, 15, 12, 10, 8, 6, 4, 2 bzw. 1 Punkt(e). Beim Sprintrennen (SPR) erhielten die ersten Acht des Rennens 10, 8, 6, 5, 4, 3, 2 bzw. 1 Punkt(e). Die zusätzlichen zwei Punkte für die Pole-Position im Hauptrennen gingen an Zane Maloney, der Extrapunkt für die schnellste Rennrunde wurde an Joshua Dürksen (HAU) sowie Victor Martins (SPR) vergeben.

### Fahrerwertung
| Pos. | Fahrer                | Team                  | Punkte |
| ---- | --------------------- | --------------------- | ------ |
| 01   | Isack Hadjar          | Campos Racing         | 165,5  |
| 02   | Gabriel Bortoleto     | Invicta Racing        | 154,5  |
| 03   | Zane Maloney          | Rodin Motorsport      | 135,5  |
| 04   | Paul Aron             | Hitech Pulse-Eight    | 124,5  |
| 05   | Jak Crawford          | DAMS Lucas Oil        | 105,5  |
| 06   | Andrea Kimi Antonelli | Prema Racing          | 99,5   |
| 07   | Franco Colapinto      | MP Motorsport         | 96,5   |
| 08   | Dennis Hauger         | MP Motorsport         | 83,5   |
| 09   | Victor Martins        | ART Grand Prix        | 74,5   |
| 10   | Kush Maini            | Invicta Racing        | 74,5   |
| 11   | Enzo Fittipaldi       | Van Amersfoort Racing | 61,5   |
| 12   | Richard Verschoor     | Trident               | 60,5   |

| Pos. | Fahrer             | Team                  | Punkte |
| ---- | ------------------ | --------------------- | ------ |
| 13   | Zak O’Sullivan     | ART Grand Prix        | 59,5   |
| 14   | Oliver Bearman     | Prema Racing          | 50,5   |
| 15   | Josep Maria Martí  | Campos Racing         | 43,5   |
| 16   | Joshua Dürksen     | AIX Racing            | 42,5   |
| 17   | Juan Manuel Correa | DAMS Lucas Oil        | 31,5   |
| 18   | Amaury Cordeel     | Hitech Pulse-Eight    | 29,5   |
| 19   | Ritomo Miyata      | Rodin Motorsport      | 29,5   |
| 20   | Taylor Barnard     | AIX Racing            | 18,5   |
| 21   | Roman Staněk       | Trident               | 14,5   |
| 22   | Rafael Villagómez  | Van Amersfoort Racing | 13,5   |
| 23   | Oliver Goethe      | MP Motorsport         | 0,5    |
| 24   | Niels Koolen       | AIX Racing            | 0,5    |

### Teamwertung
| Pos. | Konstrukteur       | Punkte |
| ---- | ------------------ | ------ |
| 01   | Invicta Racing     | 228,5  |
| 02   | Campos Racing      | 208,5  |
| 03   | MP Motorsport      | 179,5  |
| 04   | Rodin Motorsport   | 164,5  |
| 05   | Hitech Pulse-Eight | 153,5  |
| 06   | Prema Racing       | 149,5  |

| Pos. | Konstrukteur          | Punkte |
| ---- | --------------------- | ------ |
| 07   | DAMS Lucas Oil        | 136,5  |
| 08   | ART Grand Prix        | 133,5  |
| 09   | Van Amersfoort Racing | 74,5   |
| 10   | Trident               | 74,5   |
| 11   | AIX Racing            | 60,5   |